# Gerichtsbezirk Döbling

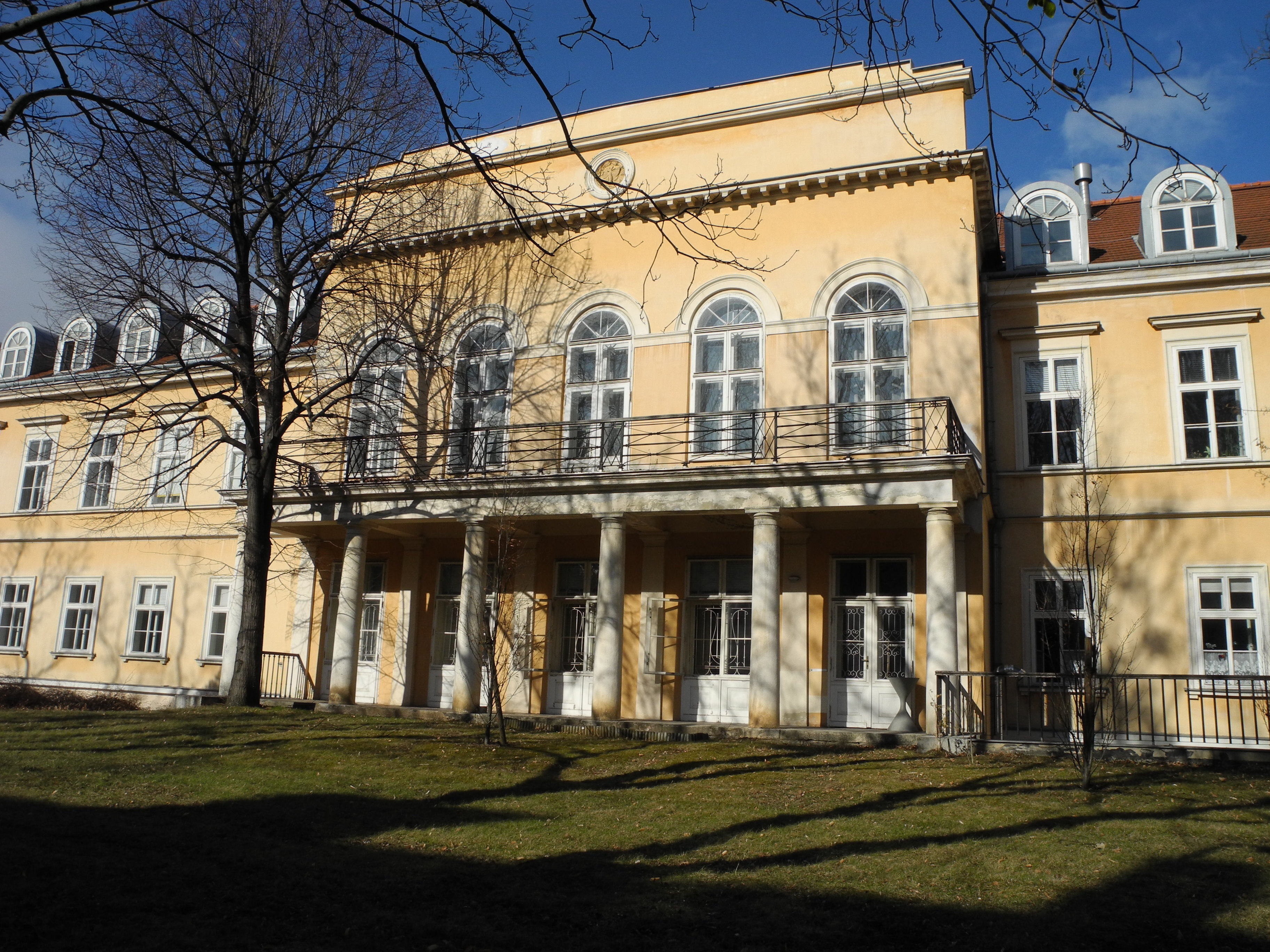
Bezirksgericht Döbling

Der Gerichtsbezirk Döbling ist ein dem Bezirksgericht Döbling unterstehender Gerichtsbezirk in Wien. Der Gerichtsbezirk umfasst den 18. Wiener Gemeindebezirk Währing und den 19. Wiener Gemeindebezirk Döbling.

## Geschichte
Die Gebiete der heutigen Gemeindebezirke Döbling und Währing waren ursprünglich Teil der Gerichtsbezirke Hernals und Klosterneuburg. Im Zuge der Eingemeindung zahlreicher Vororte zu Wien wurde per 1. April 1892 auch die Gerichtsorganisation neu geregelt. Währing und Döbling wurde in der Folge zu einem Gerichtsbezirk vereint, wobei die Gerichtsagenden dem Bezirksgericht Währing, welches in Währing in der Gymnasiumstraße 38 situiert war, übertragen wurden. Bereits per 1. Jänner 1894 wurde diese Regelung wieder abgeändert, indem für den Gemeindebezirk Döbling ein eigener Gerichtsbezirk geschaffen wurde und damit Währing und Döbling separat nebeneinander bestanden. Im Zuge der Auflösung des Gerichtsbezirkes Währing wurde in den 1920er Jahren das Gebiet des Gerichtsbezirkes Döbling auch auf den Bezirk Währing ausgeweitet.
Nach dem Anschluss Österreichs 1939 wurde das Gericht in Amtsgericht Döbling umbenannt und war nun dem Landgericht Wien nachgeordnet. 1945 erhielt es wieder den Namen Bezirksgericht.